# Лайслау

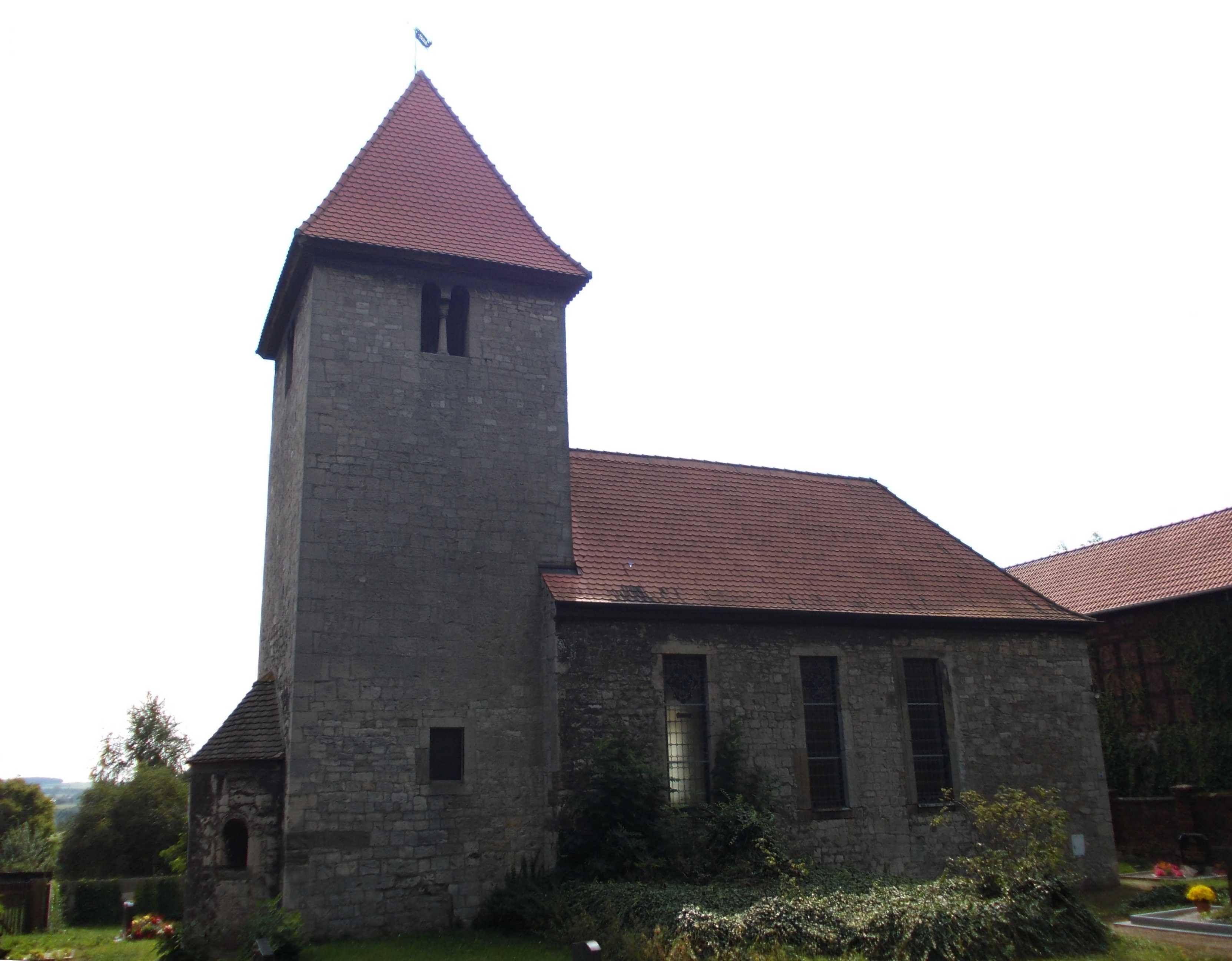
Церковь в Лайслау

Лайслау (нем. Leislau) — деревня в Германии, в земле Саксония-Анхальт. 
Входит в состав общины Молауэр-Ланд района Бургенланд. Население составляет 264 человека (на 31 декабря 2006 года). Занимает площадь 7,46 км².
Деревня Лайслау ранее имела статус общины (коммуны), подразделялась на 2 сельских округа. 1 января 2010 года община Лайслау была объединена с соседними населёнными пунктами и вошла в состав новой общины Молауэр-Ланд.